# The Simpsons: Night of the Living Treehouse of Horror
The Simpsons: Night of the Living Treehouse of Horror è un videogioco a piattaforme pubblicato dalla THQ il 26 marzo 2001, per Game Boy Color. sviluppato dalla Software Creations, è basato sugli episodi La paura fa novanta della serie televisiva animata I Simpson. Il videogioco è composto sette livelli di gioco a scorrimento orizzontale in cui il giocatore controlla i membri della famiglia Simpson.

## Storia
The Simpsons: Night of the Living Treehouse of Horror è un videogioco a piattaforme a scorrimento orizzontale. Il gioco è composto da sette livelli, ognuno dei quali ricrea una delle storie raccontate nell'episodio annuale La paura fa novanta della serie televisiva animata I Simpson. Tutti e cinque i membri della famiglia Simpson è protagonista di un livello, ad eccezione di Homer, che è protagonista di tre livelli. I livelli includono Marge in un episodio di zombi, Maggie nei panni di una Mosca, Lisa alle prese con professori cannibali, Bart alla ricerca di Piccolo aiutante di Babbo Natale in una casa stregata, ed Homer nei panni di un vampiro, di un robot, e di King Homer.

### Livelli
- Bad Dream House
- Flying Tonight
- Plan 9 From Outer Springfield
- Vlad All Over
- If I Only Had a Body
- Nightmare Cafeteria
- King Homer

## Rapporto con la serie principale
Questo videogioco, non in continuity con la storia regolare, è collocato tra il 264º e il 265º episodio della serie TV.